# Bengt Nordenberg
Bengt Nordenberg, född 22 april 1822 i Jämshög, Blekinge, död 18 december 1902 i Düsseldorf, var en svensk konstnär. Han räknas till Düsseldorfskolan och är mest känd för sina folklivsbilder med motiv hämtade från Dalarna, Blekinge och Skåne. Nordenberg har även skildrat medelklass och högre klassers liv, samt även målat kyrkomålningar och altartavlor. Hans konst är väl representerad på såväl Nationalmuseum i Stockholm, Kulturen i Lund, Norrköpings konstmuseum och Göteborgs konstmuseum. Flera av Nordenbergs bilder reproducerades i tidskriften Litografiskt Allehanda som utgavs 1859-65, vilket bidrog till hans popularitet.

## Biografi
Nordenberg växte upp i fattigdom och blev lärling hos en målare i Sölvesborg. 1843 kunde han förverkliga sin önskan att komma till Stockholm och studerade vid Konstakademien. På hösten 1851 for han till Düsseldorf, där Theodor Hildebrandt och sedan Adolf Tidemand blev hans lärare. I synnerhet den senare utövade avgörande inflytande på Nordenbergs teknik och idékrets. Han var länge en av Tidemands medhjälpare vid utförandet av reproduktioner av dennas tavlor. Dock är det värt att påpeka att Nordenbergs måleri kännetecknas av en större värme och mjukare penselföring än Tidemands något hårda stil vilket syns i exempelvis Tidemands "Fanatikerna" som kan jämföras med Nordenbergs "En Läsare stör friden".
År 1856 erhöll Nordenberg ett resestipendium av svenska staten och efter ett och ett halvt år i Paris där han studerade för Thomas Couture samt ett kortare stopp i Düsseldorf for Nordenberg hösten 1858 till Rom. Han återvände dock snart till Düsseldorf, där han bosatte sig för resten av livet.
Redan tidigt blev han känd och uppskattad för sina folklivsskildringar såsom Nattvard i en landtkyrka (1850, Nasjonalgalleriet, Oslo) och På orgelläktaren (1860, Göteborgs konstmuseum). Bland hans främsta verk brukar framhållas Tiondemöte i Skåne (1865, Nationalmuseum), ett av de mera kända torde vara Bröllop i Värend (1865, Smålands fornsal, Växjö) liksom Den sista färd. Nordenberg är rikt företrädd på flera tyska museer, bäst företrädd är han på Kulturen i Lund. Nordenberg var mycket produktiv och hans målningar var populära bland stadsbor särskilt i Blekinge och Småland. Han målade även altartavlor i ett flertal småländska kyrkor, bland annat Stenbrohult och Gårdsby.

## Galleri

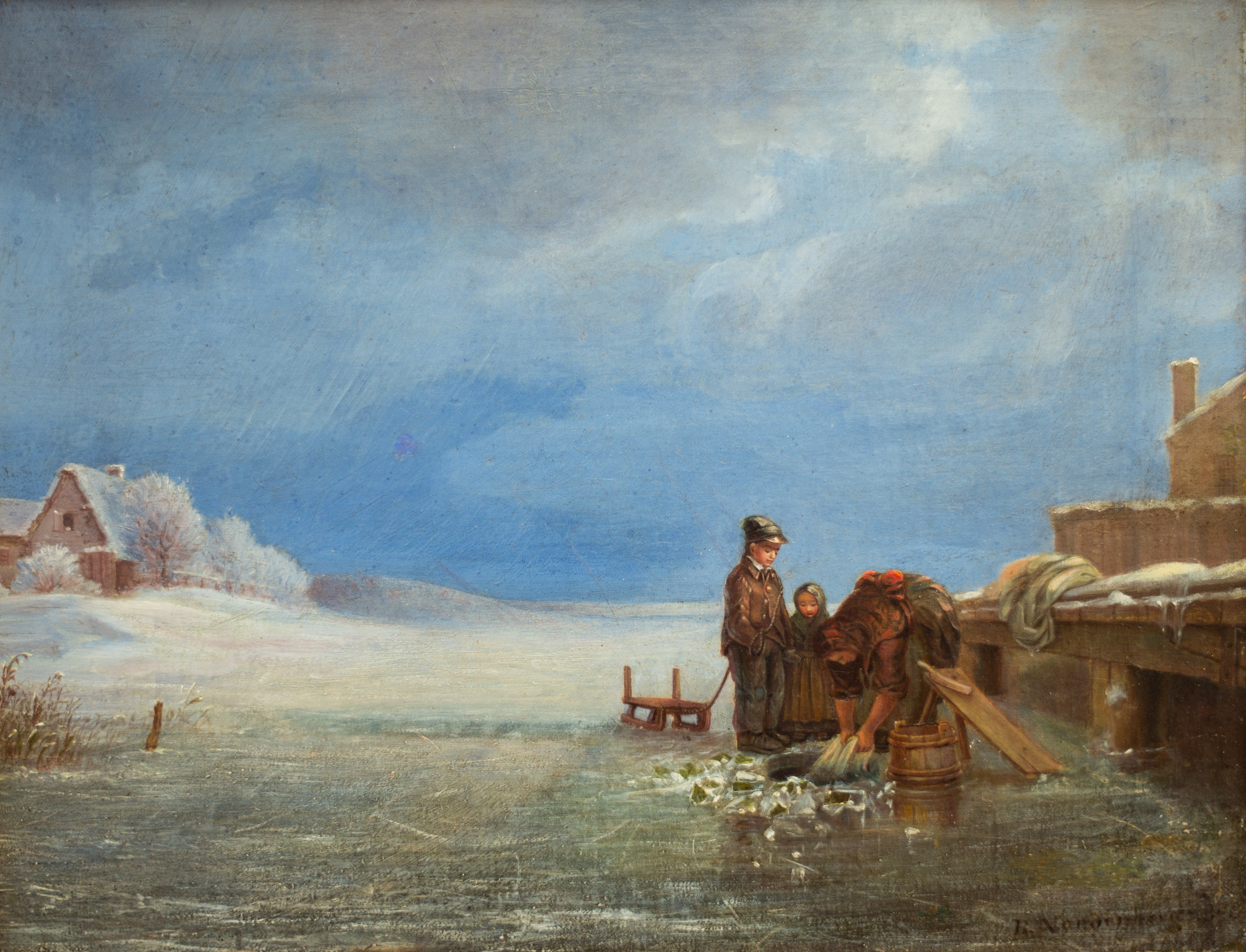
Figurscen på isen
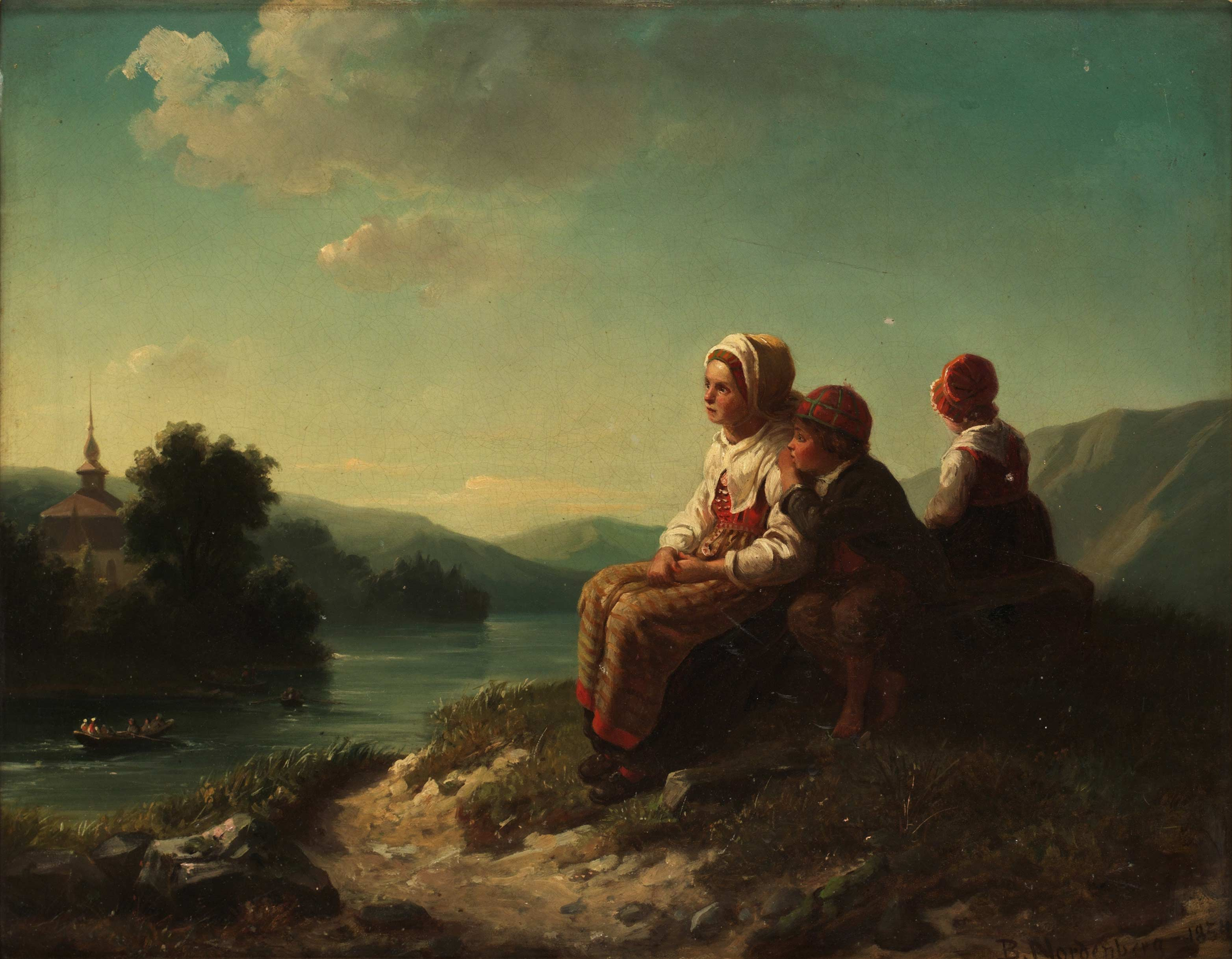
Kyrkrodd, Dalarna (1854)
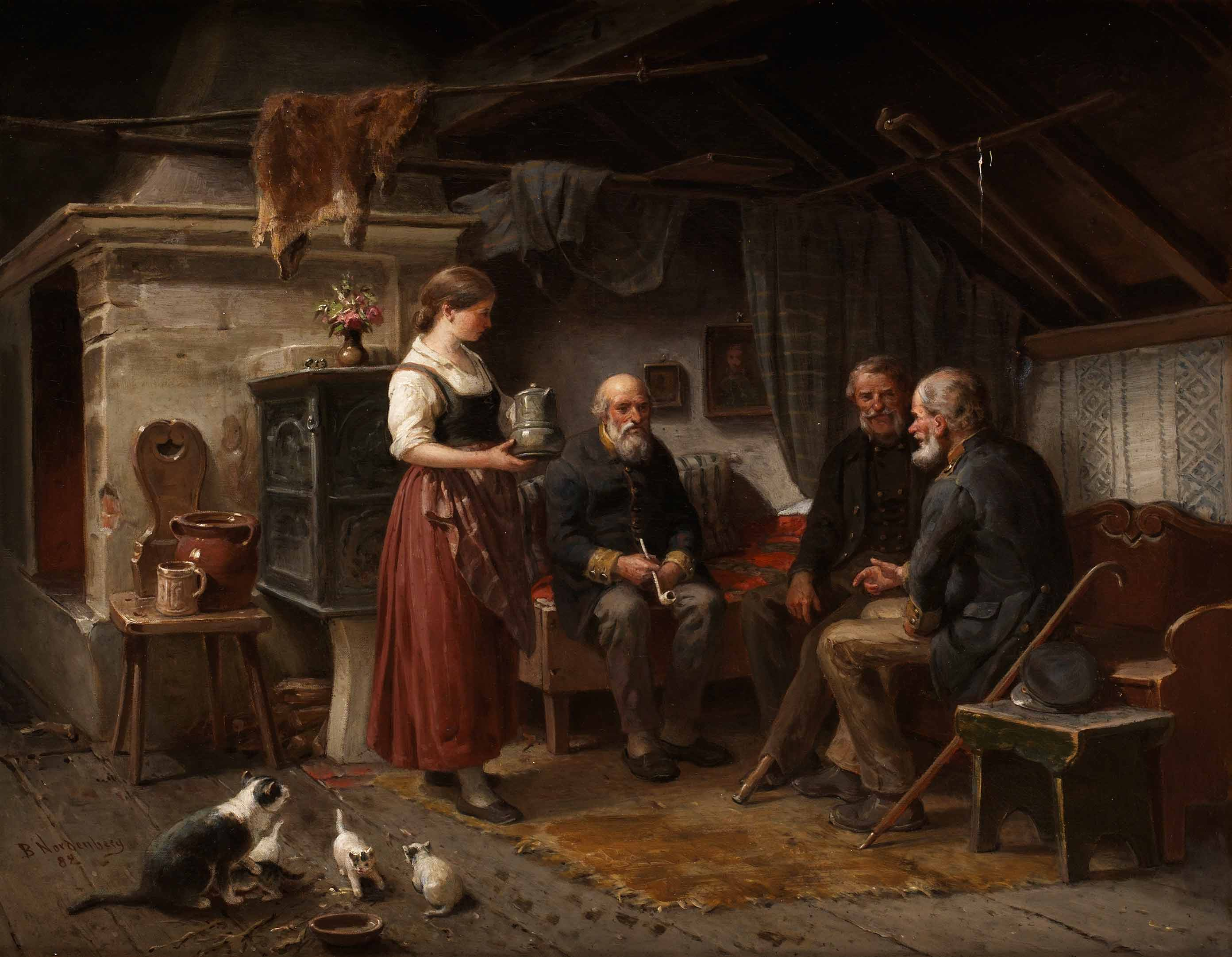
Veteranerna (1882)
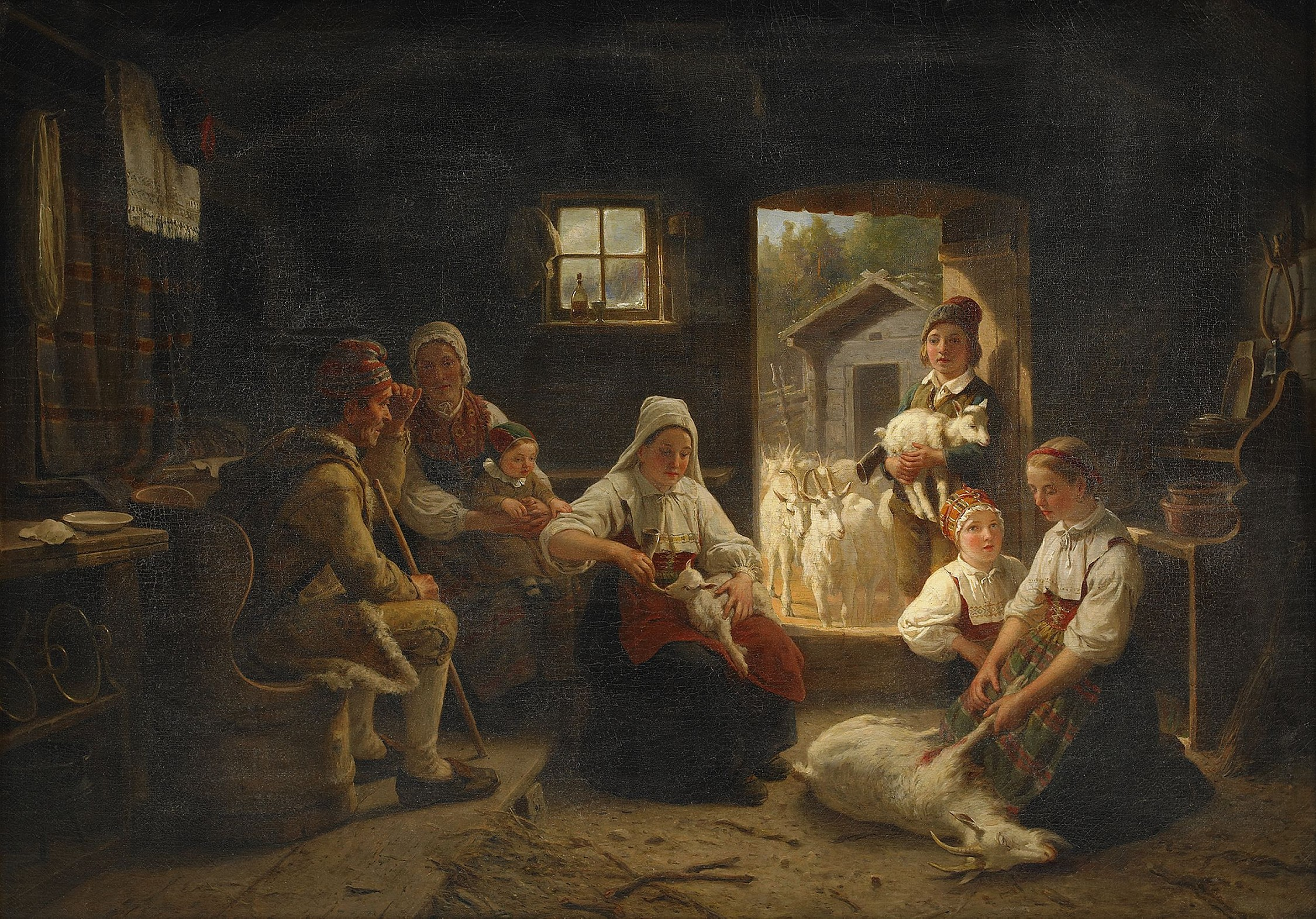
En riven get
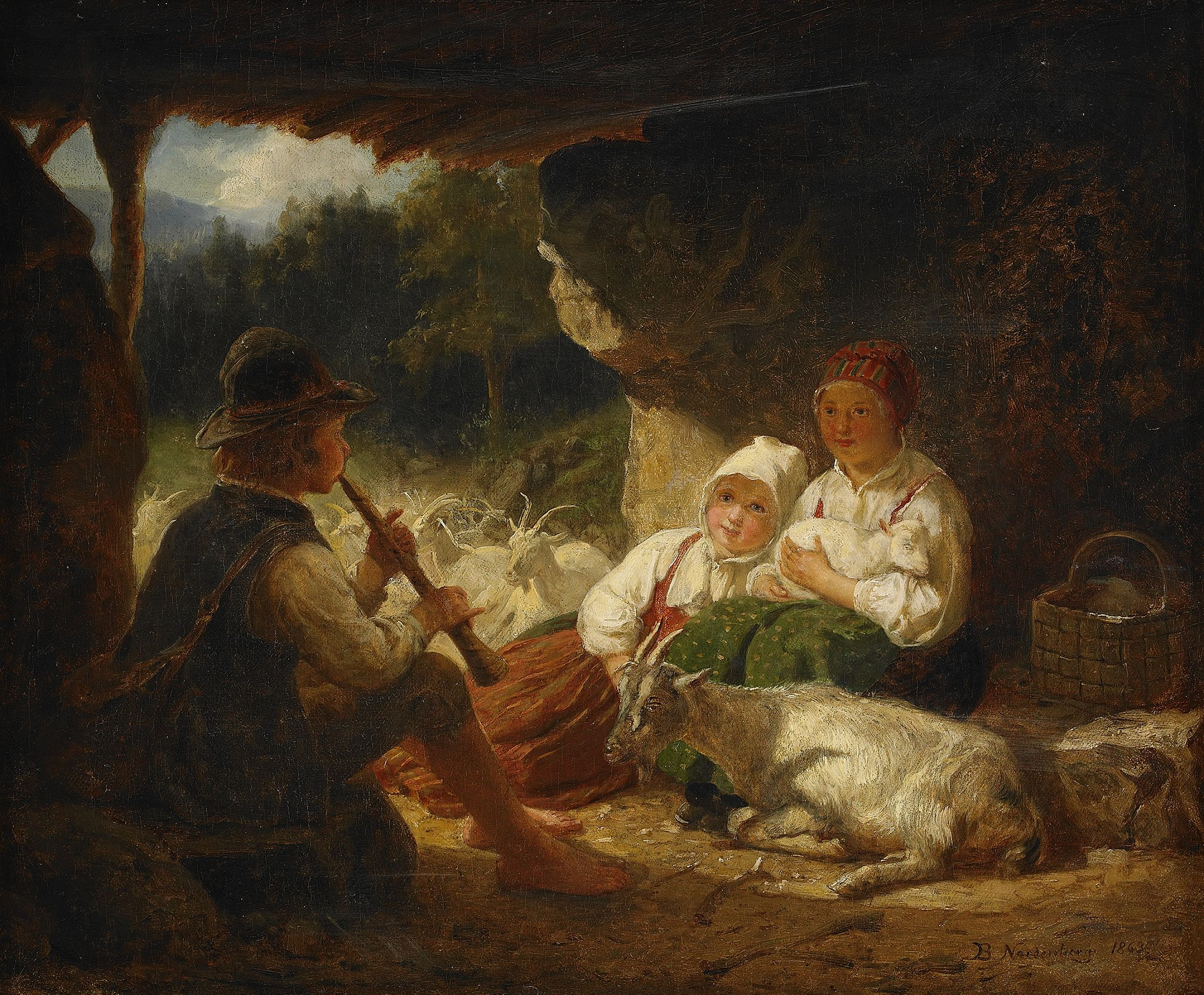
Herdefamilj med getter (1863)
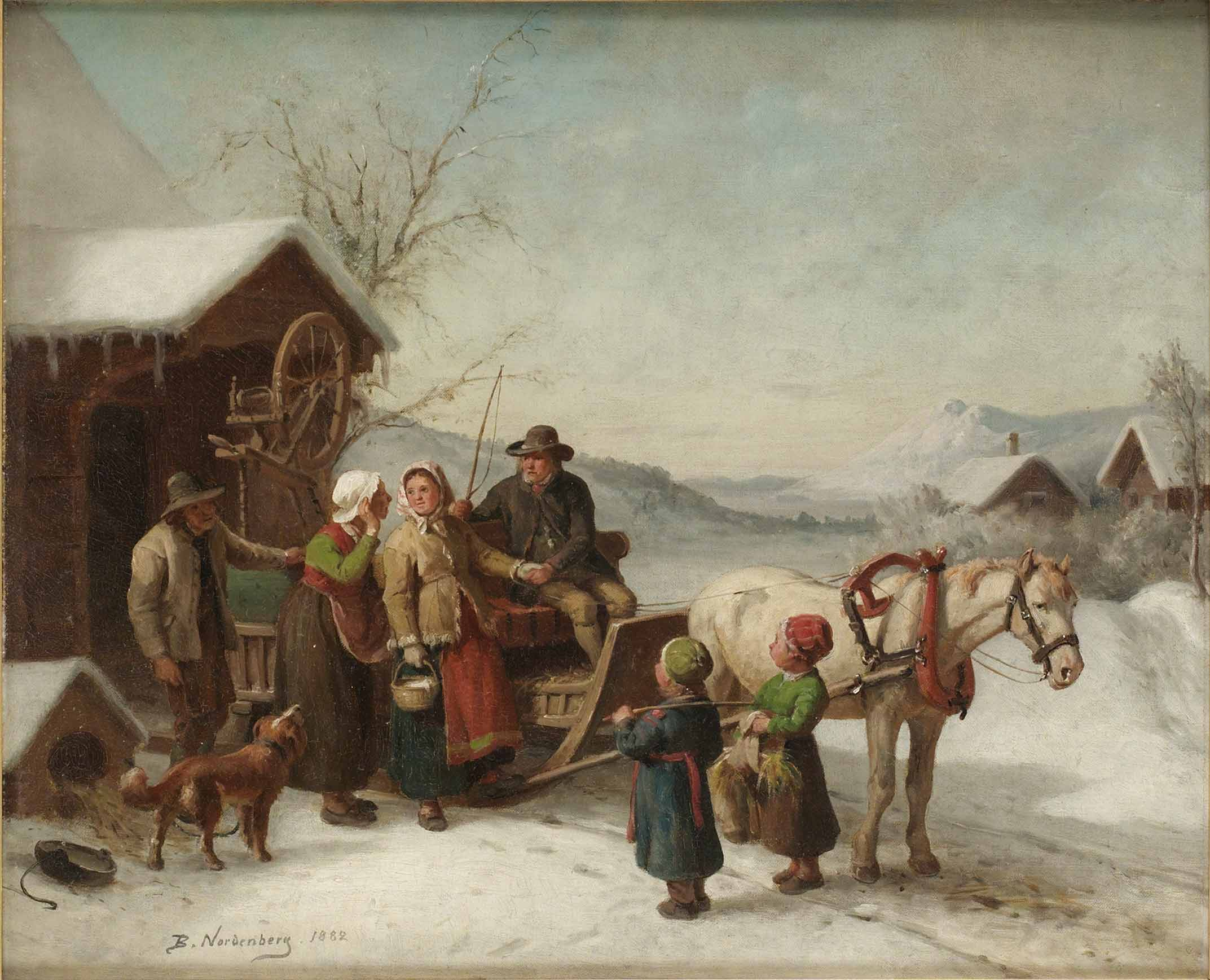
Vinterfärd (1882)
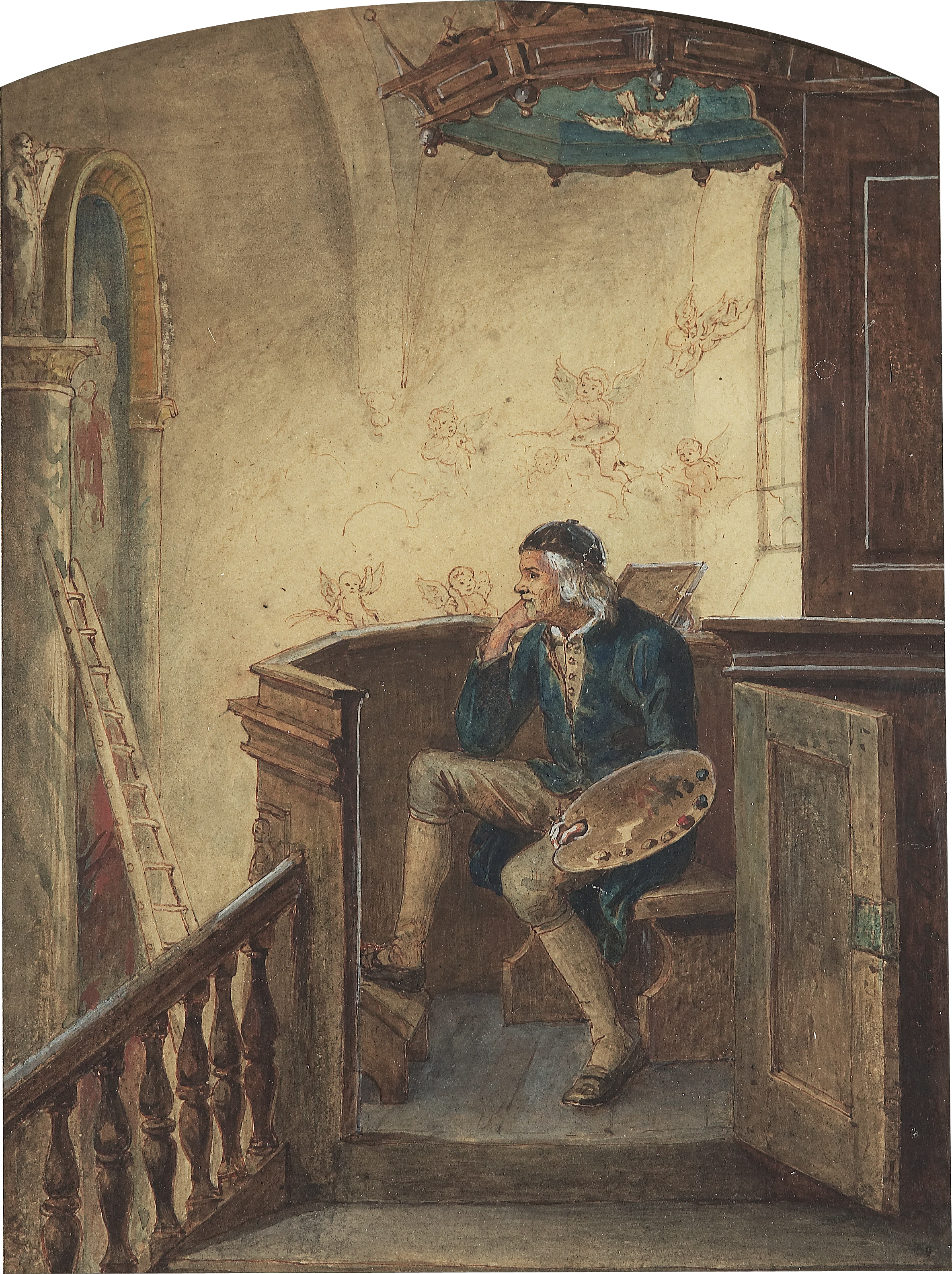
Porträtt av Pehr Hörberg i predikstolen i Virestad kyrka (1860)
Kälkbacksåkningen 1875.
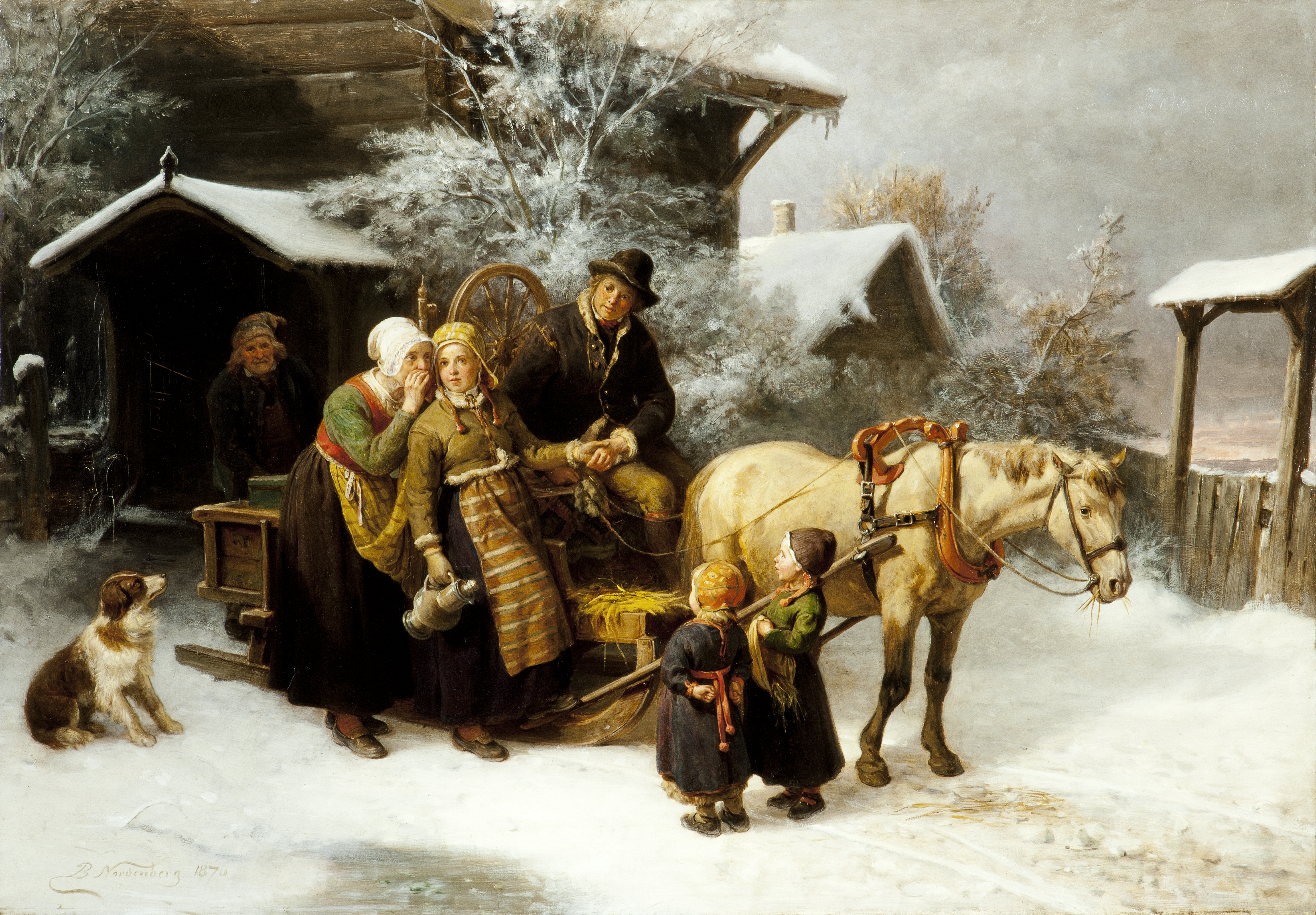
Avsked från föräldrahemmet 1876)
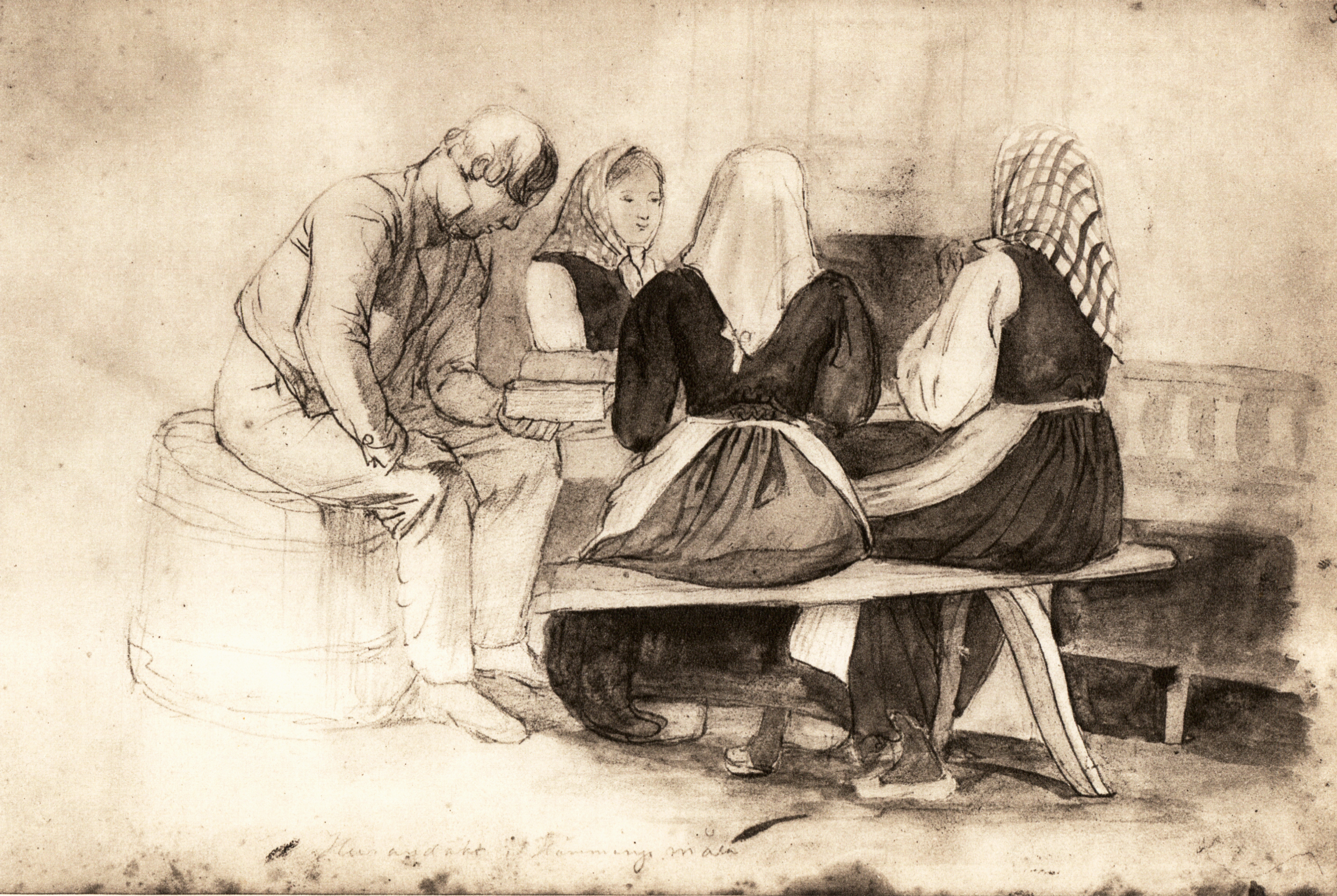
Husandakt i Skämmingsmåla. Akvarellerad blyertsteckning,
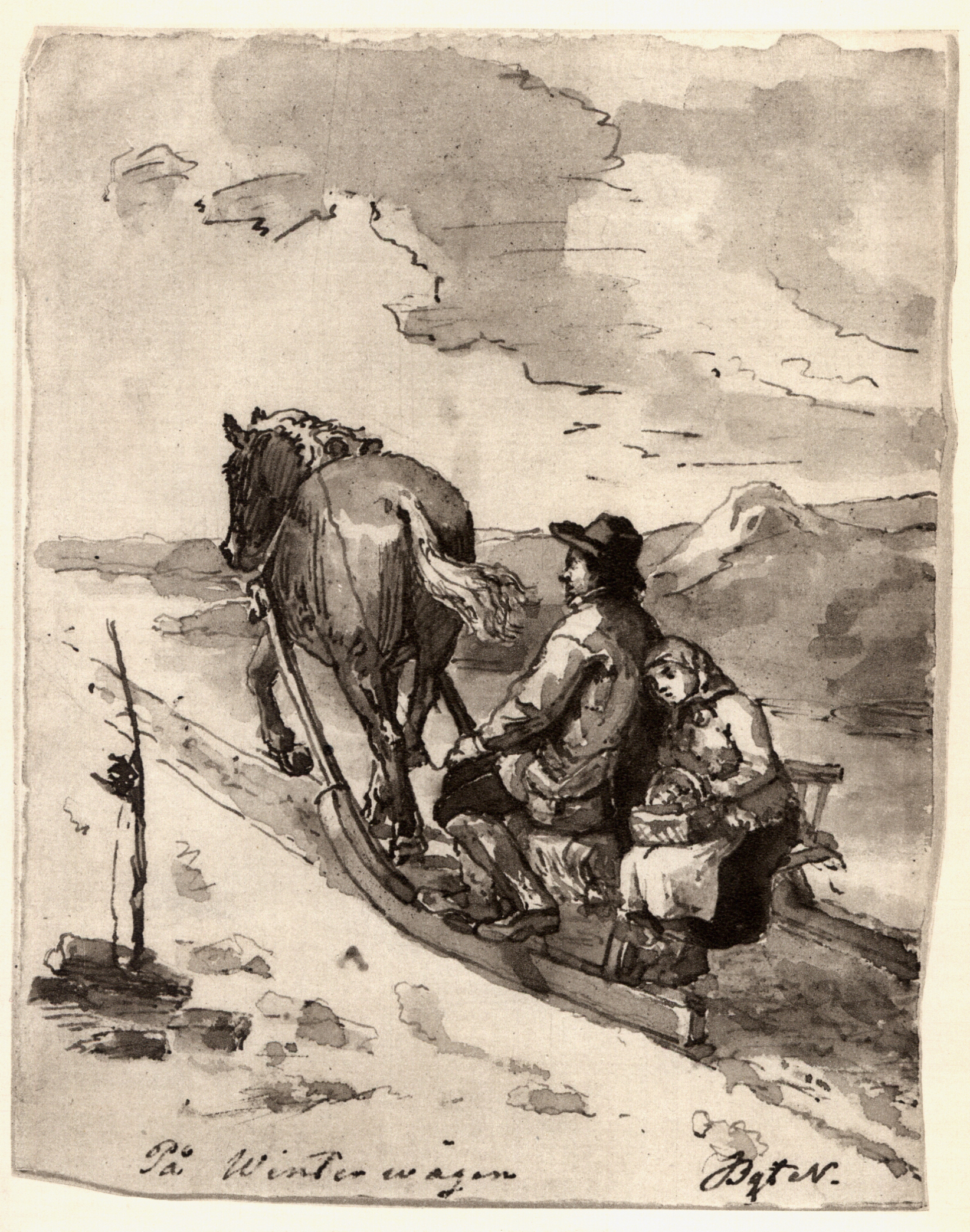
På vintervägen. Lavering.

## Verk (urval)
- Midsommardans vid Leksands kyrka (1854)
- Andakt  (1857)
- På orgelläktaren (1860)
- Tiondemöte i Skåne (1865)
- En läsare stör fröjden i en gillesstuga (1866)
- Den sista färden (1870)
- Bröllop i Värend (1873)